# توماس إي. رايت
توماس إي. رايت (بالإنجليزية: Thomas E. Wright)‏ هو سياسي أمريكي، ولد في 7 أغسطس 1955. انتخب عضو مجلس نواب كارولينا الشمالية.